# Amarnska umetnost
Staroegipčanski umetniški slog, znan kot Amarnska umetnost ali Amarnski slog, je slog, ki je bil uveljavljen v obdobju Amarna (tj. med in takoj po vladanju Ehnatona v pozni 18. dinastiji) in se opazno razlikuje od konvencionalnih egiptovskih umetnostnih slogov.
Zanjo je značilen občutek gibanja in dejavnosti v slikah, s podatki ob zbrani glavi, veliko figur, ki se prekrivajo in številni prizori dela in prenatrpanost. Prav tako je v Amarnskem slogu človeško telo drugače predstavljeno kot v egiptovski umetnosti v celoti. Na primer, več upodobitev telesa Ehnatona ima izrazito ženske lastnosti, kot so veliki boki, prsi in večji trebuh in stegna, tudi obraz je prikazan zelo realistično. To je odmik od prejšnje egiptovske umetnosti, ki je kazala moške z odlično izklesanimi telesi. Obrazi na reliefih so še vedno prikazani izključno v profilu.
Ilustracija rok in nog figur je očitno pomembna. Prsti na rokah in nogah so upodobljeni dolgi in vitki, s skrbno podrobno prikazanimi nohti. Barva kože je tako za moške kot ženske na splošno temno rjava (v nasprotju s klasično temno rjave ali rdeče za moške in svetlo rjave ali bele barve za ženske) - to je lahko zgolj konvencija ali pa lahko prikazuje dejansko stanje. Figure v tem slogu so prikazane z obema, levim in desnim stopalom, za razliko od tradicionalnega sloga, ko so prikazani bodisi z dvema levima ali dvema desnima nogama.

## Grobnice
Dekoracija grobnic ni kraljevska in je precej drugačna od prejšnjih obdobij. Te grobnice ne ne prikazujejo pogrebnih ali kmetijskih prizorov, niti ne vključujejo grobnih stanovalcev, razen če je on ali ona upodobljen s članom kraljeve družine. Obstaja odsotnost drugih bogov in boginj, razen Atona kot sončni disk. Vendar Aton ne sije svoje žarke na lastnika grobnice, samo na člane kraljeve družine. Ni niti omenjen Oziris, niti ni drugih pogrebnih figur. Prav tako se ne omenja potovanje skozi podzemlje. Namesto tega so običajno prisotni odlomki iz Atonove himne.

## Kipi
Kipi iz obdobja Amarna se ločijo od drugih obdobij egipčanske umetnosti. Eden od razlogov za to je poudarjanje določenih funkcij. Na primer, podaljšan in ozek vrat in glava, nagnjena čelo in nos, poudarjena brada, velika ušesa in ustnice, zavrtene roke in meča, kot tudi velika stegna, trebuhi in boki.
V reliefih se je Ehnaton upodobil s svojo prvo ženo, Nefertiti in svojimi otroki, šest princes, v intimnem okolju. Njegovi otroci, ki so sicer odrasli, so prikazani manjši kot njihovi starši, kar je rutinska slogovna značilnost tradicionalne egipčanske umetnosti. Imajo tudi podolgovate vratove in telesa. Nedokončana glava princese iz tega časa, ki je trenutno artefakt razstave Tutankamon in zlata doba faraonov in kaže zelo pomemben raztezek na zadnji strani glave.
Nenavadno podolgovate lobanje so pogosto uporabljene v upodobitvi kraljeve družine, kar je lahko nekoliko pretirana obdelava dedne lastnosti kraljeve družine iz Amarne. Vendar pa še vedno obstaja možnost, da gre zgolj za ritualni slog.
Roke na koncu vsakega žarka, ki se v reliefu raztezajo od Atona, dajejo Ankh, ki simbolizira "življenje" v egiptovski kulturi, Ehnatonu in Nefertiti in pogosto dosežejo tudi prikazane princese. Pomembnost sončnega boga Atona je osrednjega pomena za velik del Amarnske umetnosti, predvsem zato, ker je Ehnaton zaznamoval svojo monoteistično vero v Atona.
Glede na način upodabljanja Ehnatona, nekateri strokovnjaki menijo, da je predstavitev človeškega telesa kot nepopolnega v obdobju Amarna iz obzirnosti do Atona. Drugi menijo, da je Ehnaton utrpel škodo zaradi genetske motnje zaradi poročanja v ožjem sorodstvu. Drugi spet interpretirajo to izjemno slogovno spremembo od egiptovske tradicije kot odraz poskusov Amarnskih kraljev iztrgati se iz politične moči tradicionalnega duhovništva in birokratskih organov.
Veliko najboljših del, vključno slavni Nefertitin doprsni kip v Berlinu, so našli v ateljeju drugega in zadnjega kraljevega kiparja Tutmosisa in je zdaj v Berlinu in Kairu, z nekaterimi v Metropolitan Museum of Art, New York.
Za obdobje je značilna uporaba globokega ali ugreznjenega reliefa, uporabljen tako na malih rezbarijah kot na najbolj monumentalnih reliefih. Globoki relief se najbolje prikaže v močni sončni svetlobi. To je bila novost, ki je imela trajen učinek na reliefe v kasnejših obdobjih.

## Arhitektura
Iz tega obdobja ni ohranjenih veliko stavb. Delno zato, ker so bile izdelane iz standardnih velikosti blokov, znan kot talatat (kamnit blok dimenzije okoli 27 x 27 x 54 cm), ki se jih zelo enostavno odstrani in ponovno uporabi. V zadnjih desetletjih se je ponovna gradnja na poznejših objektih pokazala kot pogosta, veliko je število ponovno uporabljenih blokov iz amarnskega obdobja, z originalno izrezljanimi deli obrnjenimi navznoter, kar močno povečuje količino del poznanih iz tega obdobja.
Templji v Amarni niso sledili tradicionalni egiptovski zasnovi. Bili so manjši, s svetišči brez strehe, odprti soncu. Imeli so veliko število oltarjev. Bili so brez vrat.